# اختلال قاعدگی
اختلال قاعدگی {{انگلیسی|Menstrual disorder} } به بر هم خوردن طبیعی چرخه قاعدگی و فرایندهای تنظیم کنند آن گفته می‌شود. این اختلالات بسیار متنوع‌اند مانند دش دشتانی (قاعدگی دردناک) (دیسمنوره)، آمنوره (عدم خون‌ریزی واضح هنگام قاعدگی)، زیاد شدن مقدار یا زمان خون‌ریزی قاعدگی یا کاهش فواصل قاعدگی. علل این مشکلات نیز متنوع است از جمله عفونت، آی‌یودی، استرس، کیست تخمدان، سوءتغذیه، بدخیمی، اختلالات هورمونی، مصرف دارو و حاملگی.
یک دوره قاعدگی طبیعی در یک خانم در سن باروری شامل حدود ۲۸ روز است که در ۷–۳ روز آن خون‌ریزی مختصری به اندازه ۸۰–۲۰ میلی لیتر رخ می‌دهد.